# 1809
1809 (MDCCCIX) година е обикновена година, започваща в неделя според Григорианския календар.

## Събития
- 29 март – Финландия е обявена за Велико княжество в лична уния с Русия.
- 10 август – Еквадор обявява своята независимост от Испания (Национален празник).

## Родени
- 4 януари – Луи Брайл, френски преподавател († 1852 г.)
- 15 януари – Пиер-Жозеф Прудон, Френски философ – анархист († 1865 г.)
- 19 януари – Едгар Алън По, американски писател († 1849 г.)
- 3 февруари – Феликс Менделсон Бартолди, немски композитор, диригент и пианист († 1847 г.)
- 12 февруари – Чарлз Дарвин, английски учен († 1882 г.)
- 12 февруари – Ейбрахам Линкълн, президент на САЩ (1861 – 1865) († 1865 г.)
- 20 март – Николай Гогол, руски писател († 1852 г.)
- 8 юли – Людевит Гай, хърватски писател, езиковед и политик († 1872 г.)
- 26 август – Константин фон Алвенслебен, немски генерал († 1892 г.)
- 4 септември – Юлиуш Словацки, полски поет († 1849 г.)
- 5 ноември – Едмон Льо Бьоф, маршал на Франция († 1888 г.)
- 29 декември – Уилям Гладстон, министър-председател на Обединеното кралство († 1898 г.)

## Починали
- 8 май – Огюстен Пажу, френски скулптор (р. 1730 г.)
- 31 май – Жан Лан, френски офицер (р. 1769 г.)
- 31 май – Йозеф Хайдн, австрийски композитор (р. 1732 г.)

Вижте също:
- календара за тази година